# The Red Tusk
The Red Tusk ist ein 2147 m hoher Berg mit einer Schartenhöhe von 157 m im Südwesten der kanadischen Provinz British Columbia.

## Geographie
The Red Tusk liegt in der Tantalus Range der Pacific Ranges. Er liegt 5 km südöstlich des Mount Tantalus (2603 m), des nächsthöheren Berges und gleichzeitig des höchsten Gipfels in der Tantalus Range sowie 11 km westlich von Cheekye. Der Name des Berges leitet sich von dem rötlichen metamorphen Gestein ab, aus dem der Berg besteht. Er hat ein wenig Ähnlichkeit mit dem kleineren, aber bekannteren Black Tusk in den Garibaldi Ranges weiter östlich.